# Live by the Sea
Live by the Sea è una registrazione live della band inglese Oasis, pubblicata in DVD e VHS. Documenta il concerto del gruppo tenuto il 17 aprile 1995 al Southend Cliffs Pavilion, e contiene i videoclip di Rock 'n' Roll Star e Cigarettes & Alcohol, canzoni dell'album Definitely Maybe. Il titolo della registrazione è un gioco di parole sul testo della canzone (It's Good) To Be Free.

## Tracce
Tutte le canzoni sono state scritte da Noel Gallagher, ad eccezione di "I Am The Walrus", di John Lennon e Paul McCartney.
1. Rock 'n' Roll Star
2. Columbia
3. Digsy's Dinner
4. Some Might Say
5. Live Forever
6. Up in the Sky
7. Acquiesce
8. Headshrinker
9. (It's Good) to Be Free
10. Cigarettes & Alcohol
11. Married with Children
12. Sad Song[1]
13. D'yer Wanna Be a Spaceman?[1][2]
14. Talk Tonight[1]
15. Slide Away
16. Supersonic
17. I Am the Walrus

## Formazione
- Liam Gallagher - voce
- Noel Gallagher - chitarra e seconda voce
- Paul Arthurs - chitarra ritmica
- Paul McGuigan - basso
- Tony McCarroll - batteria e percussioni